# Pristoceuthophilus sargentae
Pristoceuthophilus sargentae är en insektsart som beskrevs av Gurney 1947. Pristoceuthophilus sargentae ingår i släktet Pristoceuthophilus och familjen grottvårtbitare. Inga underarter finns listade i Catalogue of Life.